# 胱天蛋白酶12
胱天蛋白酶12（英语：Caspase 12）是人类中由CASP12基因编码的蛋白质。该蛋白质属于胱天蛋白酶家族，可在C端天冬氨酸残基处裂解其底物。它与胱天蛋白酶1和胱天蛋白酶家族的其他成员密切相关。它们被称为炎性胱天蛋白酶，这些酶处理并激活炎性细胞因子，如白细胞介素1和白细胞介素18。

## 基因
该酶位于人类11号染色体上，与其他炎性胱天蛋白酶位于同一位点。许多可获得完整基因组数据的哺乳动物都已鉴定出CASP12直系同源物。

## 临床意义
CASP12基因存在多态性，可以生成完整的胱天蛋白酶（Csp12L）或无活性的截短形式（Csp12S）。该功能形式似乎仅存在于非洲人后裔，并且与败血症的易感性有关。携带该功能基因的人对脂多糖（LPS）等细菌分子的反应会减弱。
麦吉尔大学健康中心于2009年5月的一项研究表明，雌激素可能会阻止胱天蛋白酶12的产生，从而导致对细菌病原体产生更强的炎症反应。该试验是在植入了人类胱天蛋白酶12基因的实验小鼠身上进行的。
大约60至10万年前开始的正选择，CASP12基因的非活性截短形式（Csp12S）在非非洲人群中传播并几乎是固定的。它的选择性优势被认为是体现为随着人口规模和密度的增加而经历更多传染病的人群对败血症的抵抗力。